# اچ‌ام‌اس کامبرین (۱۸۹۳)
اچ‌ام‌اس کامبرین (۱۸۹۳) (به انگلیسی: HMS Cambrian (1893)) یک کشتی بود. این کشتی در سال ۱۸۹۳ ساخته شد.